# Stuck in a moment you can't get out of
«Stuck In A Moment You Can't Get Out Of» (en español: «Atrapado en un momento del que no se puede salir») es una power ballad interpretada por la banda de rock irlandesa U2, perteneciente a su décimo álbum de estudio All That You Can't Leave Behind (2000). La canción está fuertemente matizada por el estilo góspel, además fue en elegida como la ganadora del Premio Grammy a la Interpretación Pop Vocal un Dúo o Grupo en la 44.ª edición anual de los Premios Grammy celebrada el miércoles 27 de febrero de 2002.
La canción fue escrita por Bono, sobre el suicidio de su amigo cercano, el cantante australiano Michael Hutchence, líder de la banda INXS, a causa de una fuerte depresión. El cantante se encontraba bajo el consumo de ansiolíticos y antidepresivo que mezclaba con alcohol y cocaína. 
La canción está escrita en forma de argumento: Bono interroga y trata de convencer a Hutchence que este acto es una tontería.

## Canciones Versión 1
1. «Stuck in a Moment You Can't Get Out Of» (Álbum Versión) (4:33)
2. «Big Girls Are Best» (3:37)
3. «Beautiful Day» (Quincey and Sonance Mix) (7:55)

La edición Australian incluye "Beautiful Day" (The Perfecto Mix).
Versión 2
1. «Stuck in a Moment You Can't Get Out Of» (Álbum Versión) (4:33)
2. «Beautiful Day» (Live from Farmclub.com) (4:48)
3. «New York» (Live from Farmclub.com) (6:01)

La edición Australian incluye "Beautiful Day" (David Holmes Remix).
Versión 3
1. «Stuck in a Moment You Can't Get Out Of» (Álbum Versión) (4:33)
2. «Big Girls Are Best» (3:37)
3. «All I Want Is You» (Live from Manray) (5:26)
4. «Even Better Than the Real Thing» (Live from Manray) (3:55)

Únicamente para Francia.
Versión 4
1. «Stuck in a Moment You Can't Get Out Of» (Álbum Versión) (4:33)
2. «Beautiful Day» (Live from Farmclub.com) (4:48)
3. «New York» (Live from Farmclub.com) (6:01)
4. «Big Girls Are Best» (3:37)
5. «Beautiful Day» (Quincey and Sonance Mix) (7:55)

Únicamente para Japón, en el lado B-sides
Versión 5
1. «Stuck in a Moment You Can't Get Out Of» (Radio Edit) (3:42)
2. «Stuck in a Moment You Can't Get Out Of» (Acoustic) (3:42)
3. «Stay (Faraway, So Close!)» (Live from Toronto) (5:39)
4. «Elevation» (Vandit Club Remix) (8:54)

Versión de  Canadá lanzado en octubre de 2001, también avilatado en CD.

## Posicionamiento
| Listas (2001)                          | Máxima posición |
| -------------------------------------- | --------------- |
| Australia (ARIA)                       | 3               |
| Austria (Ö3 Austria Top 40)            | 38              |
| Bélgica (Flandes) (Ultratop 50)        | 31              |
| Bélgica (Valonia) (Ultratop 50)        | 33              |
| Brasil (ABPD)                          | 63              |
| Canadá (Nielsen SoundScan)             | 1               |
| Dinamarca (Tracklisten)                | 9               |
| Finlandia (OFC)                        | 10              |
| Francia (SNEP)                         | 31              |
| Alemania (Media Control AG)            | 40              |
| Irlanda (IRMA)                         | 1               |
| Italia (FIMI)                          | 1               |
| Países Bajos (Dutch Top 40)            | 7               |
| Países Bajos (Mega Single Top 100)     | 12              |
| Nueva Zelanda (Recorded Music NZ)      | 17              |
| Noruega (VG-lista)                     | 4               |
| Escocia (Scottish Singles Sales Chart) | 2               |
| España (Top 100 Canciones)             | 2               |
| Suecia (Sverigetopplistan)             | 23              |
| Suiza (Schweizer Hitparade)            | 38              |
| Reino Unido (UK Singles Chart)         | 2               |
| Estados Unidos (Billboard Hot 100)     | 52              |
| Estados Unidos (Adult Top 40)          | 9               |
| Estados Unidos (Alternative Airplay)   | 35              |
| Estados Unidos (Mainstream Rock)       | 35              |
| Estados Unidos (Mainstream Top 40)     | 27              |

|